# Arichanna taiwanica
Arichanna taiwanica är en fjärilsart som beskrevs av Max Joseph Bastelberger 1909. Arichanna taiwanica ingår i släktet Arichanna och familjen mätare. Inga underarter finns listade i Catalogue of Life.